# ساوبر
فريق ساوبر إف ون (بالإنجليزية: Sauber F1 Team) هو فريق سويسري في سباقات سيارات الفورمولا واحد. يقع في هينويل،سويسرا تأسس في سبعينات القرن العشرين بواسطة بيتر ساوبر، الذي تدرج من خلال سابقات صعود التلال و بطولة العالم للسيارات الرياضية حتى وصوله إلى مسابقة الفورمولا واحد في عام 1993.

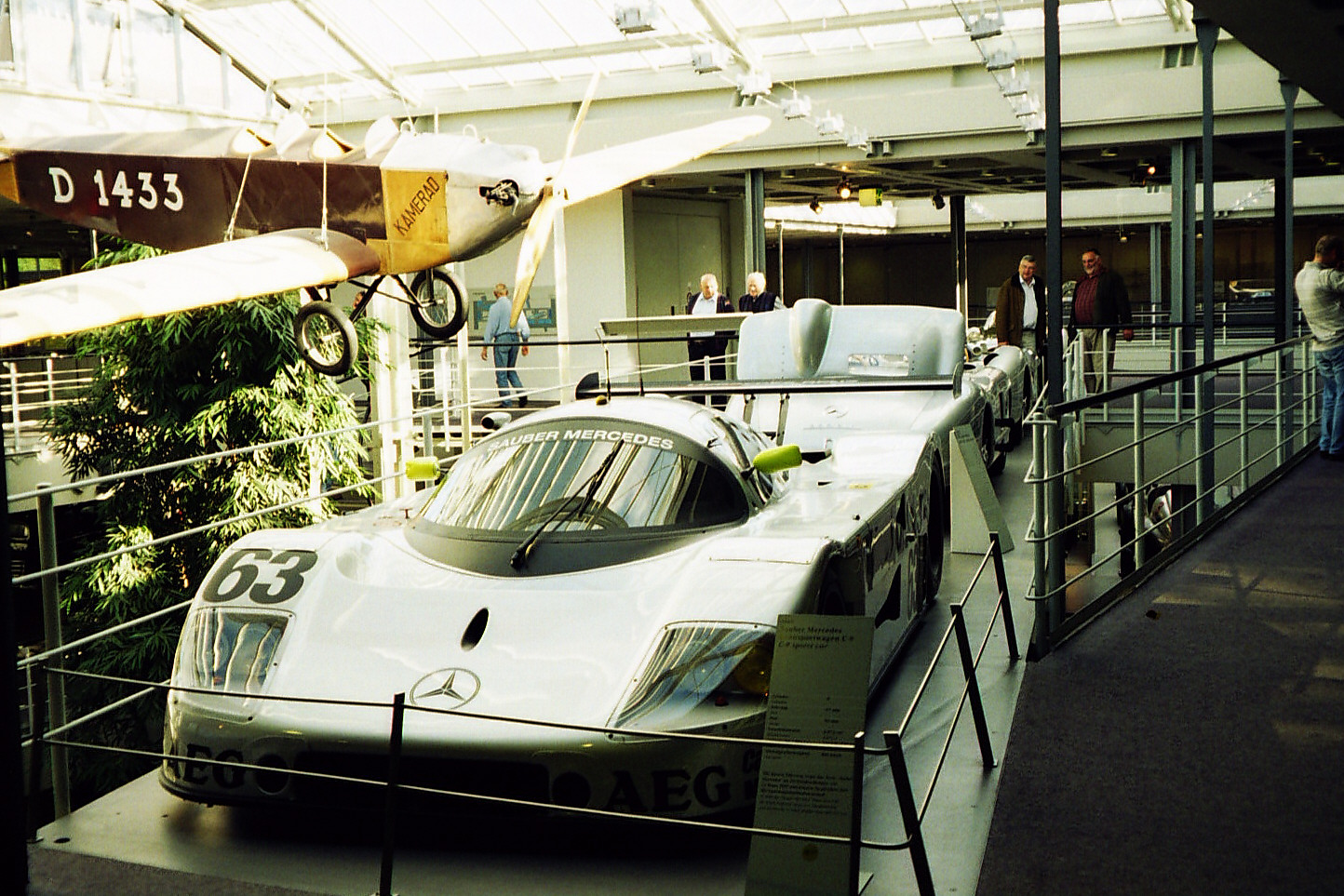
فاز فريق ساوبر/مرسيدس بسباق لي مانز 24 ساعة عام 1989.

بعد فترة من خيبات الأمل وعدم الفوز بسباق الجائزة الكبرى كفريق مستقل، باع الفريق لصالح شركة بي ام دبليو في 2005، وشارك الفريق بمسمى بي أم دبليو ساوبر منذ عام 2006 حتى 2009، سجل خلالها فوزا واحدا .في نهاية موسم 2009 أعلنت بي ام دبليو انسحابها من الفورمولا واحد، وبقي مستقبل الفريق غير مؤكد لعدة أشهر، إلى حين جرى بيعه مرة أخرى إلى بيتر ساوبر. يمتلك بيتر ساوبر حاليا حصة تبلغ 66.6٪ في الفريق، والباقي تمتلكه الرئيس التنفيذي للفريق مونيشا كالتنبورن الشخصية البارزة في الفريق منذ انسحاب بي ام دبليو.

## السيارات الرياضية
بدأ بيتر ساوبر بناء السيارات الرياضية في 1970. وباستخدامه لمحرك مرسيدس V8 بشاحن توربيني في الثمانينات أصبح فريقه فريق المصنع الرسمي لمرسيدس بنز. وبشراكة الفريق مع مرسيدس ربح الفريق في سباق لي مانز 24 ساعة، وبطولة العالم للسيارات الرياضية (1989 و 1990)، وتنافس ضد جاكوار وبورش وآخرين.
شارك ساوبر في عدد من سلسلة السباقات الأخرى قبل مشاركته في الفورمولا واحد، مثل بطولة السيارات الرياضية السويسرية والدولية، والسيارات الرياضية خلال ال 24 ساعة في لومان.

## فورمولا واحد

### الشراكة مع مرسيدس
انتهى عصر توربو في الفورمولا واحد مع موسم 1988. والتخلص التدريجي من محركات ديزل 1.5 لتر لصالح محركات نضح الوقود 3.5 لتر. وشهدت الفترة زيادة طلب هائل لتوريد المحركات والنشوء المستمر لفرق جديدة. مما دعا شركات صناعة السيارات مثل سوبارو، بورشه ولامبورغيني إلى دخول الفورمولا واحد كموردين، وأحيانا إلى تملك فرق موجودة. وكان من المخطط لفريق ساوبر التعاون مع مرسيدس للدخول بفريق الفورمولا واحد الخاص بهم. إلا أن ذلك لم يحدث حتى موسم 1994 بتسمية الفريق رسميا مرسيدس ساوبر، بعد أن أصبح المصنع مدعوما من مرسيدس وسيارة جديدة C13 ساوبر بمحرك 3.5 مرسيدس V10. إلا أن النتائج غير المرضية وعدم وجود تقدم للفريق دفع مرسيدس إلى ترك الفريق في نهاية عام 1994.

### 1995-2005
شهد موسم 1995 بداية لصفقة رعاية لمدة عشر سنوات مع شركة مشروب الطاقة العملاقة ريد بول. واشترى رجل الأعمال ديتريش ماتيشيتز حصة أغلبية في الفريق. خلال الفترة من 1995 حتى 1996 استخدم الفريق محرك فورد زيتيك في 8. سارت الأمور على ما يرام بشكل مدهش. وأنهى الفريق موسم 1995 بسجل 18 نقطة على الرغم من الأداء الغير جيد لمحرك فورد.شهد 1995 أيضا تقديم شركة بتروناس كراعي للفريق. شهد عام 1996 أسوأ موسم لساوبر في الفورمولا واحد من حيث النقاط. وأعلن إتمام صفقة مع فيراري للحصول على محركات فيراري V10 بينما كانوا يعملون مع شركة بتروناس الراعي الجديد لبناء محركات خاصة بهم. للأسف، بسبب الأزمة الاقتصادية الكبرى في آسيا لم يتمكن الانتهاء من هذه المحركات.
استخدم فريق ساوبر محركات فيراري (من عام 1997 حتى عام 2005)، وعلبة تروس بناها ساوبر بتروناس للهندسة، وهي شركة تأسست لغرض وحيد لبناء هذه المحركات، التي كانت تقريبا مماثلة لتلك التي استخدمت من قبل فريق فيراري. في عام 2001 جلبت ساوبر السائق كيمي رايكونن الغير معروف تقريبا وعديم الخبرة إلى الفورمولا واحد، على الرغم من احتجاجات السائقين وبعض الأعضاء المؤثرين في الاتحاد الدولي للسيارات بإدعاء أن من شأن تعيين كيمي رايكونن أن يشكل خطرا على السائقين الآخرين. مما تسبب أيضا بقيام ريد بول ببيع حصتها في الفريق احتجاجا على ذلك. في عام 2004 استثمر ساوبر مبلغا كبيرا من المال على نفق الهواء الجديد في هينويل، وحاسب آلي عملاق عالي الأداء (ألبرت) للمساعدة على تحسين الديناميكا الهوائية في سياراتهم.
هذه البنية التحتية العملاقة استرعت اهتمام شركة السيارات بي ام دبليو لساوبر. وفي السنوات اللاحقة أصبحت الروابط بين ساوبر وفيراري الأضعف. وبدأت بي إم دبليو بشراء حصة أغلبية في الفريق من 1 يناير عام 2006.